# ビアンカ (小惑星)
ビアンカ (218 Bianca) は、小惑星帯に位置する標準的な大きさの小惑星の一つで、S型小惑星に属する。
1880年9月4日にオーストリアの天文学者、ヨハン・パリサがポーラ（現クロアチア領プーラ）で発見し、当時オーストリア・ハンガリー帝国で人気のオペラ歌手だったビアンカ・ブラニチにちなんで命名された。